# サイクル・タイム
サイクル・タイム（英: cycle time）とは経営学用語の一つで、連続したライン作業が行われている場合に一つの工程に要する時間のことを言う。これは工程の設計段階や工程がうまく機能していないと思われる時に調べるべく事柄である。たとえば工程Aから工程Bの連続した二つの工程がある場合に、工程Aの所要時間が4分で工程Bが2分の場合、工程Bでは工程Aの終了を待ってから作業に取り掛かるということになり、この場合では工程Bでは2分を待機で無駄にしており実質は2分しか作業をしていないがサイクル・タイムでは4分ということになる。だがこの場合に工程Aの設備を2倍に増やすことで工程Bには2分間隔で送ることができるようになり、工程Bも時間を最大限に活用できるようになるため、工程Aと工程Bの双方のサイクル・タイムは2分に縮むということになる。